# Epidendrum ellisii
Epidendrum ellisii är en orkidéart som beskrevs av Robert Allen Rolfe. Epidendrum ellisii ingår i släktet Epidendrum och familjen orkidéer.
Artens utbredningsområde är Colombia. Inga underarter finns listade i Catalogue of Life.